# Ивашко, Пётр Анатольевич
Ивашко Пётр Анатольевич (бел. Пётр Анатольевіч Івашка; 25 августа 1971, Сенно, Витебская область) — белорусский биатлонист. Заслуженный мастер спорта Республики Беларусь (14 февраля 1996 года). Неоднократный призёр чемпионатов мира в эстафете. Чемпион мира по биатлону (1996) в командной гонке (вместе с Вадимом Сашуриным, Олегом Рыженковым, Александром Поповым).

## Достижения
Чемпионаты мира
- 1996 золотая медаль в командной гонке
- 1997 золотая медаль в командной гонке
- 1999 золотая медаль в эстафетной гонке